# فهرست تاریخ‌نگاران
این سیاهه‌ای از تاریخ‌نگاران است.
نام‌ها بر شالودهٔ دوره‌های تاریخی دسته‌بندی شده که تاریخ‌نگار در آن دوره زندگی می‌کرد،،، ذ
ه‌است.

## باستان

### دوران کلاسیک
- هرودوت نخستین تاریخ‌نگار یونانی‌زبان
- توسیدید تاریخ‌نگار یونانی و نویسندهٔ تاریخ جنگ پلوپونزی
- کتزیاس تاریخ‌نگار و پزشک یونانی

### دوره هلنیستی
- تئوپومپ نویسنده، استاد علم بدیع و تاریخ‌نگار یونانی
- اودموس رودسی فیلسوف و تاریخِ علم‌نگار یونانی
- بطلمیوس یکم سوتر یکی از سرداران مقدونی
- Duris of Samos (ح. ۳۵۰ پیش از میلاد – پس از ۲۸۱ پیش از میلاد), تاریخ یونانی
- بروسوس نویسندهه و کاهن بابلی
- تیمائوس تاریخ‌نگار یونان باستان اهل سیسیل
- مان‌تو تاریخ‌نگار و کاهن مصری
- کنت فابیو پیکتور یکی از نخستین تاریخ‌نگاران رومی
- Artapanus of Alexandria (سده‌های اواخر ۳ام تا اوایل ۲ام پیش از میلاد), تاریخ‌نگار یهودی پادشاهی بطلمیوس
- کاتو سناتور و تاریخ‌نویس اهل روم باستان
- گایوس آکیلیوس سناتور و تاریخ‌نگار روم باستان
- Agatharchides (fl. mid ۲ام century پیش از میلاد), تاریخ یونانی
- پولیبیوس تاریخ‌نویس اهل مگالوپولیس آرکادیا- شبه‌جزیرهٔ پلوپونز یونان
- Sempronius Asellio (ح. ۱۵۸ – پس از ۹۱ پیش از میلاد), اوایل تاریخ رومی
- دیودور سیسیلی تاریخ‌نگار هم‌دوره ژولیوس سزار
- پوسیدونیوس یکی از فیلسوفانمشهور یونان
- Theophanes of Mytilene (fl. میانه سده ۱ام پیش از میلاد), تاریخ رومی

### امپراتوری روم
- ژولیوس سزار دیکتاتور و رهبر نامدار سیاسی و نظامی جمهوری روم
- سالوست تاریخ‌نگار رومی
- دیونوسیوس هالیکارناسی تاریخ‌نگار و زبان‌شناس یونانی
- تیتوس لیویوستاریخ‌نگار و شاعر رومی
- Memnon of Heraclea (fl. ۱st سده پس از میلاد), تاریخ یونانی و تاریخ رومی
- استرابون تاریخ‌نگار و جغرافی‌دان یونانی
- Marcus Velleius Paterculus (ح. ۱۹ پیش از میلاد–ح. ۳۱ AD), تاریخ رومی
- Pamphile of Epidaurus (تاریخ‌نگار زن فعال در جریان حکومت نرون،  r. ۵۴–۶۸), تاریخ یونانی
- کوینت کورس تاریخ‌نگار رومی
- یوسف فلاوی تاریخ‌نگار یهودی –رومی و زندگی‌نامه نویس
- Thallus (اوایل سده ۲ام پس از میلاد), تاریخ رومی
- تاسیتوس سناتور و تاریخ‌نگار رومی
- پلوتارک از تاریخ‌نگاران، زندگی‌نامه‌نویسان و مقاله‌نویسان یونان باستان
- Suetonius (۷۵–۱۶۰), رومی emperors up to Flavian dynasty
- آپیان یک تاریخ‌نگار اهل مصر باستان
- آریان فیلسوف و تاریخ‌نگار یونانی
- دیون کاسیوستاریخ‌نگار روم
- دیوژن لائرتی زندگی‌نامه‌نویس فیلسوفان یونان
- Sextus Julius Africanus (ح. ۱۶۰ – ح. ۲۴۰), اوایل مسیحی
- هرودین (تاریخ‌نگار یونانی‌تبار رومی
- Lucius Ampelius (۳ام سده پس از میلاد؟), تاریخ رومی
- اوسبیوس قیصری اسقف قیصریه فلسطین
- امیانوس مارسلینوس تاریخ‌نگار رومی
- Rufinus of Aquileia (ح. ۳۴۰–۴۱۰), اوایل مسیحی
- Philostorgius (۳۶۸–ح. ۴۳۹), اوایل مسیحی
- سقراط بیزانسی تاریخ‌نگار مسیحی قرن پنجم میلادی
- موسی خورنی تاریخ‌نگار، فیلسوف، الهی‌دان، مترجم و شاعر و نویسنده ارمنی
- پریسکوس تاریخ‌دان و سخنران یونانی
- سوزومن تاریخ‌نگار کلیسای مسیحی
- تئودورت تاریخ‌نگار مسیحی
- سالویان تاریخ‌نگار و نویسندهٔ مسیحی
- زوسیموس تاریخ‌نگار رومی
- ژوردانس یک تاریخ‌نگار اهل امپراتوری روم شرقی
- یوحنا مالالاس تاریخ‌نگار اهل انطاکیه

### چین
- Sima Tan (۱۶۵ – ۱۱۰ پیش از میلاد), تاریخ‌نگار چینی و پدر Sima Qian, who completed his شیجی
- سیما چیان کاتب بزرگ دودمان هان و پدر تاریخ‌نگاری چینی
- Liu Xiang (۷۹ پیش از میلاد–۸ پیش از میلاد) (Chinese دودمان هان), Chinese history
- Ban Biao (۳–۵۴) (Chinese دودمان هان), started the Book of Han that was completed by his son و daughter
- بان گو (۳۲–۹۲) (Chinese دودمان هان), Chinese history
- بان ژاو (۴۵–۱۱۶) (Chinese دودمان هان،  نخستین تاریخ‌نگار زن چین)
- چن شو (۲۳۳–۲۹۷) (Chinese دودمان جین (۴۲۰–۲۶۵)), compiled the Records of the Three Kingdoms
- فاکسیان (ح. ۳۳۷–ح. ۴۲۲), راهب بودایی و تاریخ‌نگار چینی
- Fan Ye (۳۹۸–۴۴۵), Chinese history, compiled the Book of Later Han
- Shen Yue (۴۴۱–۵۱۳), Chinese history of the دودمان لیو سونگ (۴۲۰–۴۷۹)

## قرون وسطی

### دوره بیزانس
- پروکوپیوس (۵۰۰- مرگ حدود ۵۵۴ میلادی) تاریخ‌نگار، پژوهنده و حقوق‌دان بیزانسی
- Constantine of Preslav (اواخر سده ۹ام–اوایل سده ۱۰ام), تاریخ‌نگار امپراتوری نخست بلغارستان
- Nestor the Chronicler (ح. ۱۰۵۶–ح. ۱۱۱۴, در کیف), پدیدآور قصه سالیان گذشته
- یوآنس زوناراس راهب، تاریخ‌نویس و وقایع‌نگار بیزانسی
- نیکتاس شونیتز سیاستمدار، نویسنده، و تاریخ‌نگار رومی
- Domentijan (۱۲۱۰–۱۲۶۴), راهب و chronicler صرب

### لاتین

#### سال‌های آغازین قرون وسطا
- Gregory of Tours (۵۳۸–۵۹۴), A History of the Franks
- Baudovinia (fl. ح. ۶۰۰), Frankish nun who wrote a biography of Radegund
- Cogitosus (fl. ح. ۶۵۰), تاریخ‌نگار ایرلندی
- Tírechán (fl. ح. ۶۵۵), ایرلندی زندگی‌نامه‌نویس سنت پاتریک
- Muirchu moccu Machtheni (سده ۷ام میلادی), تاریخ‌نگار ایرلندی
- Adamnan (۶۲۵–۷۰۴), تاریخ‌نگار ایرلندی
- سنت بید (ح. ۶۷۲–۷۳۵), Anglo-Saxon England
- Paul the Deacon (سده ۸ام میلادی), Langobards
- Einhard (سده ۹ام میلادی), زندگی‌نامه‌نویس شارلماین
- Nennius (سده ۹ام میلادی?), ولز
- Notker of St Gall (سده ۹ام میلادی), anecdotal biography of شارلماین
- Martianus Hiberniensis (۸۱۹–۸۷۵), معلم و تاریخ‌نگار ایرلندی
- Asser, اسقف شربورن (درگذشته ۹۰۸/۹۰۹), تاریخ‌نگار ولزی
- Regino of Prüm (درگذشته ۹۱۵)

#### اواخر قرون وسطی

##### سده ۱۰ام میلادی
- Liutprand of Cremona (۹۲۲–۹۷۲), Byzantine affairs
- Heriger of Lobbes (۹۲۵–۱۰۰۷)

##### سده ۱۱ام میلادی
- Thietmar of Merseburg (۲۵ July ۹۷۵–۱ دسامبر ۱۰۱۸), آلمانی، Polish, و Russian affairs
- Michael Psellus (۱۰۱۸–ح. ۱۰۷۸)
- Marianus Scotus (۱۰۲۸–۱۰۸۲/۱۰۸۳), ایرلندی chronicler
- Michael Attaleiates (ح. ۱۰۱۵–ح. ۱۰۸۰)
- Guibert of Nogent (۱۰۵۳–۱۱۲۴)
- Eadmer (ح. ۱۰۶۶–ح. ۱۱۲۴), post-Conquest English history
- آداموس برمنزیس (نیمه دوم سده ۱۱ام میلادی), تاریخ‌نگار اسکاندیناوی, اثر کارنامه اسقف کلیسای هامبورگ

##### سده ۱۲ام میلادی
- Albert of Aix (fl. circa AD ۱۱۰۰), تاریخ‌نگار the نخستین جنگ صلیبی
- Florence of Worcester (درگذشته ۱۱۱۸), English chronicler
- Symeon of Durham (درگذشته پس از ۱۱۲۹), English chronicler
- Alured of Beverley (fl. ۱۱۴۳), English chronicler
- William of Malmesbury (۱۰۹۵–۱۱۴۳), English
- آنا کومننه (۱۰۸۳–پس از ۱۱۴۸)
- John of Worcester (fl. ۱۱۵۰s), English chronicler
- ساکسو گراماتیکوس (۱۲سده ام میلادی), دانمارکی
- Ambroise (fl. ۱۱۹۰s), Anglo-Norman poet, wrote verse narrative of the جنگ صلیبی سوم
- Galbert of Bruges (۱۲سده ام میلادی), Flemish chronicler
- Gallus Anonymus (fl. سده‌های ۱۱ام–۱۲ام ), تاریخ‌نگار لهستانی
- Svend Aagesen (ح. ۱۱۴۰/۱۱۵۰–?), تاریخ‌نگار دانمارکی
- جفری مانموث (ح. ۱۱۰۰–ح. ۱۱۵۵), کشیش/تاریخ‌نگار
- Helmold of Bosau (ح. ۱۱۲۰–پس از ۱۱۷۷), آلمانی chronicler
- ویلیام صوری (ح. ۱۱۲۸–۱۱۸۶)
- ویلیام نیوبرگ (۱۱۳۵–۱۱۹۸), تاریخ‌نگار انگلیسی called "the father of historical criticism"
- جفروا دو ویلاردوئن (ح. ۱۱۶۰–۱۲۱۲)

##### سده ۱۳ام میلادی
- Giraldus Cambrensis (ح. ۱۱۴۶–ح. ۱۲۲۳)
- Wincenty Kadlubek (۱۱۶۱–۱۲۲۳), تاریخ‌نگار لهستانی
- Adam of Eynsham (درگذشته ح. ۱۲۳۳), English hagiographer و نویسنده, abbot of Eynsham Abbey
- اسنوری استورلوسون (ح. ۱۱۷۸–۱۲۴۱), تاریخ‌نگار ایسلندی
- متیو پاریس (درگذشته ۱۲۵۹)
- Salimbene di Adam (۱۲۲۱–ح. ۱۲۹۰), ایتالیایی
- Templar of Tyre (ح. ۱۲۳۰–۱۳۱۴), پایان جنگ‌های صلیبی

#### رنسانس
- Piers Langtoft (درگذشته ح. ۱۳۰۷)
- ژان دو ژوانویل (۱۲۲۴–۱۳۱۹)
- John Clyn (fl. ۱۳۳۳–۱۳۴۹), تاریخ‌نگار ایرلندی
- ژان فروآسار (ح. ۱۳۳۷–ح. ۱۴۰۵), chronicler
- Dietrich of Nieheim (ح. ۱۳۴۵–۱۴۱۸), ecclesiastic history
- Adhamh Ó Cianáin (درگذشته ۱۳۷۳)
- Alfonso de Cartagena (۱۳۹۶–۱۴۵۶)
- کریستین دو پیزان (ح. ۱۳۶۵–ح. ۱۴۳۰), تاریخ‌نگار, شاعر, فیلسوف
- Álvar García de Santa María (۱۳۷۰–۱۴۶۰)
- Giolla Íosa Mór Mac Fhirbhisigh (fl. ۱۳۹۰–۱۴۱۸)
- John Capgrave (۱۳۹۳–۱۴۶۴)
- Jan Długosz (۱۴۱۵–۱۴۸۰), تاریخ‌نگار و رویدادنامه لهستانی
- Cathal Óg Mac Maghnusa (۱۴۳۹–۱۴۹۸), compiler و annalist
- Giovanni Villani (۱۲۷۶–۱۳۴۸), Italian chronicler from Florence who نگارش Nuova Cronica
- Seán Mór Ó Dubhagáin (درگذشته ۱۳۷۲)
- John of Fordun (درگذشته ۱۳۸۴), Scottish chronicler
- Ruaidhri Ó Cianáin (درگذشته ۱۳۸۷)

### جهان اسلام
- ابن رسته (سده ۱۰ام میلادی), تاریخ‌نگار و مسافر ایرانی
- محمد بن جریر طبری (۸۳۸–۹۲۳), تاریخ‌نگار ایرانی
- ابوریحان بیرونی (۹۷۳–۱۰۴۸), تاریخ‌نگار ایرانی
- Mohammed al-Baydhaq (fl. ۱۱۵۰), تاریخ‌نگار مراکشی
- اسامة بن منقذ (۱۰۹۵–۱۱۸۸)
- عبد الواحد المراکشی (born ۱۱۸۵), تاریخ‌نگار مراکشی
- Ibn al-Khabbaza (درگذشته ۱۲۳۹), تاریخ‌نگار مراکشی
- عطاملک جوینی (۱۲۲۶–۱۲۸۳), تاریخ‌نگار ایرانی
- Abdelaziz al-Malzuzi (درگذشته ۱۲۹۸), تاریخ‌نگار مراکشی
- ابن ابی زارع (fl. ۱۳۱۵), تاریخ‌نگار مراکشی
- ابن عذاری (اواخر سده‌های ۱۳ام و اوایل  ۱۴ام ), تاریخ‌نگار مراکشی
- رشیدالدین فضل‌الله همدانی (۱۲۴۷–۱۳۱۷), تاریخ‌نگار ایرانی
- وصاف شیرازی (۱۲۹۹–۱۳۲۳), تاریخ‌نگار ایرانی
- ابن خلدون (۱۳۳۲–۱۴۰۶), North African historian "of the world"
- Ismail ibn al-Ahmar (۱۳۸۷–۱۴۰۶), تاریخ‌نگار مراکشی
- شرف‌الدین علی یزدی (درگذشته ۱۴۵۴), تاریخ‌نگار ایرانی

### شرق دور
- Fang Xuanling (۵۷۹–۶۴۸) (Chinese دودمان تانگ), compiled the Book of Jin
- Yao Silian (درگذشته ۶۳۷) (Chinese دودمان تانگ), compiled the Book of Liang و Book of Chen
- Wei Zheng (۵۸۰–۶۴۳), تاریخ‌نگار چینی و lead editor of the Book of Sui
- Liu Zhiji (۶۶۱–۷۲۱), Chinese history, author of the Shitong, first Chinese work about Chinese historiography و the methods of writing histories
- اونو یاسومارو (درگذشته ۷۲۳), Japanese chronicler و editor of the کوجیکی و نیهون‌شوکی
- Liu Xu (۸۸۸–۹۴۷), تاریخ‌نگار چینی و lead editor of the Old Book of Tang
- Li Fang (۹۲۵–۹۹۶), Chinese editor of the Four Great Books of Song
- Song Qi (۹۹۸–۱۰۶۱), تاریخ‌نگار چینی و co-author of the New Book of Tang
- Ouyang Xiu (۱۰۰۷–۱۰۷۲), تاریخ‌نگار چینی و co-author of the New Book of Tang
- Sima Guang (۱۰۱۹–۱۰۸۶), Chinese historiographer و politician
- Kim Bu-sik (۱۰۷۵–۱۱۵۱), تاریخ‌نگار کره ای, author of the سامگوک ساگی
- Il-yeon (۱۲۰۶–۱۲۸۹), تاریخ‌نگار کره ای, author of the سامگوک یوسا
- Lê Văn Hưu (۱۲۳۰–۱۳۲۲), Vietnamese history
- Toqto'a (۱۳۱۴–۱۳۵۶) (Chinese دودمان یوآن), Mongol historian who compiled the History of Song
- Song Lian (۱۳۱۰–۱۳۸۱) (Chinese دودمان مینگ), نگارش History of Yuan
- Zhu Quan (۱۳۷۸–۱۴۴۸), Chinese history

### جنوب آسیا
- پاندیت کلهن (ح. ۱۲سده ام میلادی), تاریخ‌نگار Kashmir و the broader Indian Subcontinent
- Hemachandra (سده ۱۲ام میلادی)
- Abdul Malik Isami (سده ۱۴ام میلادی)
- Jonaraja (سده ۱۵ام میلادی)
- Padmanābha (سده ۱۵ام میلادی)
- Yahya bin Ahmad Sirhindi (سده ۱۵ام میلادی), سلطان‌نشین دهلی

## از رنسانس تا دوره جدید

### رنسانس در اروپا
تاریخ‌نگاران غربی flourishing در جریان رنسانس ایتالیا یا Northern Renaissance
Individuals born پس از ۱۶۰۰ are listed under "early modern".
- Baldassarre Bonaiuti (۱۳۳۶–۱۳۸۵), chronicler (تاریخ‌نگار) سده ۱۴ام
- فیلیپ دو کومین (۱۴۴۷–۱۸ اکتبر ۱۵۱۱), تاریخ‌نگار فرانسوی
- Robert Fabyan (درگذشته ۱۵۱۳)
- نیکولو ماکیاولی (۱۴۶۹–۱۵۲۷), پدیدآور Florentine Histories
- هکتور بویس (۱۴۶۵–۱۵۳۶), فیلسوف اسکاتلندی و historian; wrote Historia Gentis Scotorum
- Albert Krantz (۱۴۵۰–۱۵۱۷)
- پولیدور ورژیل (ح. ۱۴۷۰–۱۵۵۵), Tudor history
- Francesco Guicciardini (۱۴۸۳–۱۵۴۰), تاریخ‌نگار جنگ‌های ایتالیا،  "Storia d'Italia"
- Olaus Magnus (ca. ۱۴۹۰–۱۵۷۰)
- João de Barros (۱۴۹۶–۱۵۷۰)
- Aegidius Tschudi (۱۵۰۵–۱۵۷۲), تاریخ‌نگار سوئدی
- Josias Simmler (۱۵۳۰–۱۵۷۶)
- Arild Huitfeldt (۱۵۴۶–۱۶۰۹), Denmark
- Raphael Holinshed (درگذشته ح. ۱۵۸۰)
- Caesar Baronius (۱۵۳۸–۱۶۰۷)
- Sigismund von Herberstein (۱۴۸۶–۱۵۶۶), Muscovite affairs
- Paolo Paruta (۱۵۴۰–۱۵۹۸), تاریخ‌نگار ونیزی
- Garcilaso de la Vega (۱۵۳۹–۱۶۱۶), تاریخ‌نگار اسپانیایی, تاریخ , فرهنگ, و جامعه اینکا
- Pilip Ballach Ó Duibhgeannáin (fl. ۱۵۷۹–۱۵۹۰)

### سال‌های آغازین دوره و عصر جدید
Western historians who flourished during the Early modern و Enlightenment period, between ح. ۱۶۰۰ و ۱۸۱۵
- John Hayward (۱۵۶۴–۱۶۲۷)
- James Ussher (۱۵۸۱–۱۶۵۶), chronology of the history of the world
- Pieter Corneliszoon Hooft (۱۵۸۱–۱۶۴۷), Dutch Republic
- William Bradford (۱۵۹۰–۱۶۵۷), Mayflower/Plymouth Colony of America
- Mícheál Ó Cléirigh (ح. ۱۵۹۰–۱۶۴۳), تاریخ‌نگار ایرلندی
- Tadhg Óg Ó Cianáin (درگذشته ح. ۱۶۱۴)
- Cú Choigcríche Ó Cléirigh (Peregrine O'Clery) (درگذشته ح. ۱۶۶۲/۱۶۶۴), ایرلندی
- Sir James Ware (۱۵۹۴–۱۶۶۶), تاریخ‌نگار و antiquarian انگلو-یارلندی
- Placido Puccinelli (۱۶۰۹–۱۶۸۵), تاریخ‌نگار ایتالیایی
- John Strype (۱۶۴۳–۱۷۳۷), تاریخ‌نگار انگلیسی
- Dubhaltach MacFhirbhisigh (fl.۱۶۴۳–۱۶۷۱), تاریخ‌نگار , annalist, genealogist ایرلندی
- شارل دو کانج (۱۶۱۰–۱۶۸۸), Medieval و Byzantine historian و philologist
- Mary Bonaventure Browne (ح. ۱۶۱۰–ح. ۱۶۷۰), Poor Clare و تاریخ‌نگار  ایرلند
- Peregrine Ó Duibhgeannain (fl. ۱۶۲۷–۱۶۳۶), تاریخ‌نگار ایرلندی
- Ruaidhrí Ó Flaithbheartaigh (۱۶۲۹–۱۷۱۶/۱۷۱۸), تاریخ‌نگار ایرلندی
- Louis-Sébastien Le Nain de Tillemont (۱۶۳۷–۱۶۹۸), ecclesiastical historian
- Geoffrey Keating/Seathrún Céitinn (درگذشته ۱۶۴۳), ایرلندی historian
- Đorđe Branković (۱۶۴۵–۱۷۱۱), Serb history
- Josiah Burchett (۱۶۶۶–۱۷۴۶), تاریخ‌نگار دریایی بریتانیایی و Admiralty official
- Laurence Echard (ح. ۱۶۷۰–۱۷۳۰), England
- Ludovico Antonio Muratori (۱۶۷۲–۱۷۵۰), Italy
- Manuel Teles da Silva, 3rd Marquis of Alegrete (۱۶۸۲-۱۷۳۶), تاریخ‌نگار پرتغالی
- Archibald Bower (۱۶۸۶–۱۷۶۶), روم
- Vasily Tatishchev (۱۶۸۶–۱۷۵۰), first تاریخ‌نگار روسیه نوین
- جامباتیستا ویکو (۱۶۸۸–۱۷۴۴), تاریخ‌نگار ایتالیایی, first modern philosopher of history
- ولتر (۱۶۹۴–۱۷۷۸), Europe, France
- Johann Lorenz Von Mosheim (۱۶۹۴–۱۷۵۵), تاریخ‌نگار لوتری
- Charlotta Frölich (۱۶۹۸–۱۷۷۰), تاریخ‌نگار سوئدی
- دیوید هیوم (۱۷۱۱–۱۷۷۶), تاریخ انگلستان
- Thomas Hutchinson (۱۷۱۱–۱۷۸۰), ماساچوست مستعمراای
- Francisco Jose Freire (۱۷۱۹–۱۷۷۳), تاریخ‌نگار و لغت‌شناس  پرتغالی
- Zaharije Orfelin (۱۷۲۶–۱۷۸۵), تاریخ‌نگار  اتریشی-صربی
- Edward Hasted (۱۷۳۲–۱۸۱۲), کنت, انگلستان
- Mikhail Shcherbatov (۱۷۳۳–۱۷۹۰), تاریخ‌نگار روس
- ادوارد گیبون (۱۷۳۷–۱۷۹۴), امپراتوری روم و امپراتوری روم شرقی
- Alexander Hewat (یا Hewatt) (۱۷۳۹–۱۸۲۴), colonial Carolina and Georgia
- Fray Íñigo Abbad y Lasierra (۱۷۴۵–۱۸۱۳), تاریخ‌نگار اسپانیایی
- David Ramsay (۱۷۴۹–۱۸۱۵), انقلاب آمریکا; کارولینای جنوبی
- Johannes von Müller (۱۷۵۲–۱۸۰۹), Switzerland
- Anton Tomaz Linhart (۱۷۵۶–۱۷۹۵), well known for Slovenian history
- نیکولای کارامزین (۱۷۶۶–۱۸۲۶), تاریخ‌نگار روس, امپراتوری روسیه
- Francesco Maria Appendini (۱۷۶۸–۱۸۳۷), تاریخ‌نگار ایتالیایی-جمهوری Ragusa
- ارنست موریتس آرندت (۱۷۶۹–۱۸۶۰), تاریخ‌نگار آلمانی

### خاورمیانه و امپراتوری اسلامی
- عبدالقادر بن ملوک شاه بدائونی (۱۵۴۰–۱۶۱۵), Indo-تاریخ‌نگار ایرانی
- Ahmad Ibn al-Qadi (۱۵۵۳–۱۶۱۶), تاریخ‌نگار مراکشی
- Abd al-Aziz al-Fishtali (۱۵۴۹–۱۶۲۱), تاریخ‌نگار مراکشی
- Bahrey (۱۵۹۳), Ethiopian monk و تاریخ‌نگار; نگارش Zenahu le Galla ( گالای تاریخی, اورومو کنونی)
- Abd al-Rahman al-Fasi (۱۶۳۱–۱۶۸۵), تاریخ‌نگار مراکشی
- Mohammed al-Ifrani (۱۶۷۰–۱۷۴۵), تاریخ‌نگار مراکشی
- Abu al-Qasim al-Zayyani (۱۷۳۴–۱۸۳۳)
- Sulayman al-Hawwat (۱۷۴۷–۱۸۱۶), تاریخ‌نگار مراکشی
- Mohammed al-Duayf (born ۱۷۵۲), تاریخ‌نگار مراکشی
- عباس‌قلی آقا باکیخانف (۱۷۹۴–۱۸۴۷), تاریخ جمهوری آذربایجان و خاورمیانه
- جرج گروت (۱۷۹۴–۱۸۷۱), یونان کلاسیک
- Teimuraz Bagrationi (۱۷۸۲–۱۸۴۶), تاریخ گرحجستان و قفقاز
- Mohammed Akensus (۱۷۹۷–۱۸۷۷), تاریخ‌نگار مراکشی

### شرق دور
- Qian Qianyi (۱۵۸۲–۱۶۶۴) (اواخر دودمان مینگ چینی)
- Zhang Tingyu (۱۶۷۲–۱۷۵۵) (دودمان چینگ چینی), compiled the History of Ming
- Mohammed al-Qadiri (۱۷۱۲–۱۷۷۳), تاریخ‌نگار مراکشی
- Qian Daxin (۱۷۲۸–۱۸۰۴) (دودمان چینگ چینی)
- Chang Hsüeh-ch'eng (۱۷۳۸–۱۸۰۱), تاریخ‌نگار چینی, local histories و essays on historiography
- Yu Deuk-gong (۱۷۴۹–۱۸۰۷), تاریخ‌نگار کره ای

## تاریخ‌نگاران دوران نو

### تاریخ‌نگاران پس از ۱۸۱۵ و زادگان پس از ۱۷۷۰
- گئورگ ویلهلم فریدریش هگل (۱۷۷۰–۱۸۳۱), فیسلوف تاریخ آلمانی
- John Lingard (۱۷۷۱–۱۸۵۱), انگلستان
- George Tucker (۱۷۷۵–۱۸۶۱), تاریخ آمریکا
- Erik Gustaf Geijer (۱۷۸۳–۱۸۴۷), تاریخ‌نگار  ملی‌گرای سوئدی
- John Colin Dunlop (ح. ۱۷۸۵–۱۸۴۲)
- Joachim Lelewel (۱۷۸۶–۱۸۶۱), تاریخ‌نگار لهستانی
- Archibald Alison (۱۷۹۲–۱۸۶۷), تاریخ‌نگار انگلیسی
- توماس کارلایل (۱۷۹۵–۱۸۸۱), انقلاب فرانسه; آلمان
- Simonas Daukantas (۱۷۹۳–۱۸۶۴), لیتوانیایی
- آدولف تیر (۱۷۹۷–۱۸۷۷), تاریخ‌نگار فرانسوی the Revolution, Empire
- Charles Dezobry (۱۷۹۸–۱۸۷۱), تاریخ‌نگار فرانسوی و historical novelist
- George Finlay (۱۷۹۹–۱۸۷۵), یونانی
- بارتلد گئورگ نیبور (۱۷۷۶–۱۸۳۱), تاریخ‌نگار آلمانی
- Louis Gabriel Michaud (۱۷۷۳-۱۸۵۸), فرانسوی
- ژول میشله (۱۷۹۸–۱۸۷۴), French
- François Mignet (۱۷۹۶–۱۸۸۴), تاریخ‌نگار فرانسوی the Revolution, Middle Ages
- Christian Molbech (۱۷۸۳–۱۸۵۷), Danish history, founder of Historisk Tidsskrift (۱۸۳۹)
- František Palacký (۱۷۹۸–۱۸۷۶), چکی
- لئوپولد فون رانکه (۱۷۹۵–۱۸۸۶), European diplomacy; most influential تاریخ‌نگار آلمانی
- ویلیام پرسکات (۱۷۹۶–۱۸۵۹), U.S. تاریخ‌نگار Spain, Mexico, Peru
- فرانسوا گیزو (۱۷۸۷–۱۸۷۴), تاریخ‌نگار فرانسوی general French, English history